# Instalaciones de Tesla en Tilburg
Tesla Inc. tiene varios edificios fábriles en la zona industrial de Vossenberg, Tilburg, en los Países Bajos.  En diciembre de 2012 fue anunciado un Centro de Distribución Europeo en Tilburg , actuando como la sede central de los componentes y servicios europeo.  La planta de ensamblaje de Tilburg de Tesla se encarga del ensamblaje final de los modelos de vehículos eléctricos de Tesla S/X para su entrega dentro de Europa.

## Edificios
A finales de 2018, Tesla tenía tres edificios fabriles en el área indulstrisl de Vossenberg en Tilburg, 15 kilómetros (9,3 mi) al norte de la frontera entre Bélgica y los Países Bajos.  Los edificios están próximos al Wilhelminakanaal (nl) permitiendo el reparto por vía fluvial contenedores intermodales que llegan a través del  Puerto de Róterdam.

### Centro de distribución europea
La  primera instalación de producción de 18.900 metros cuadrados (200.000 pies cuadrados ) de Tesla comenzó la producción de vehículos del modelo S de Tesla el 22 de agosto de 2013.  Esta fue la primera fábrica de Tesla fuera de California.

### Planta de ensamblaje final

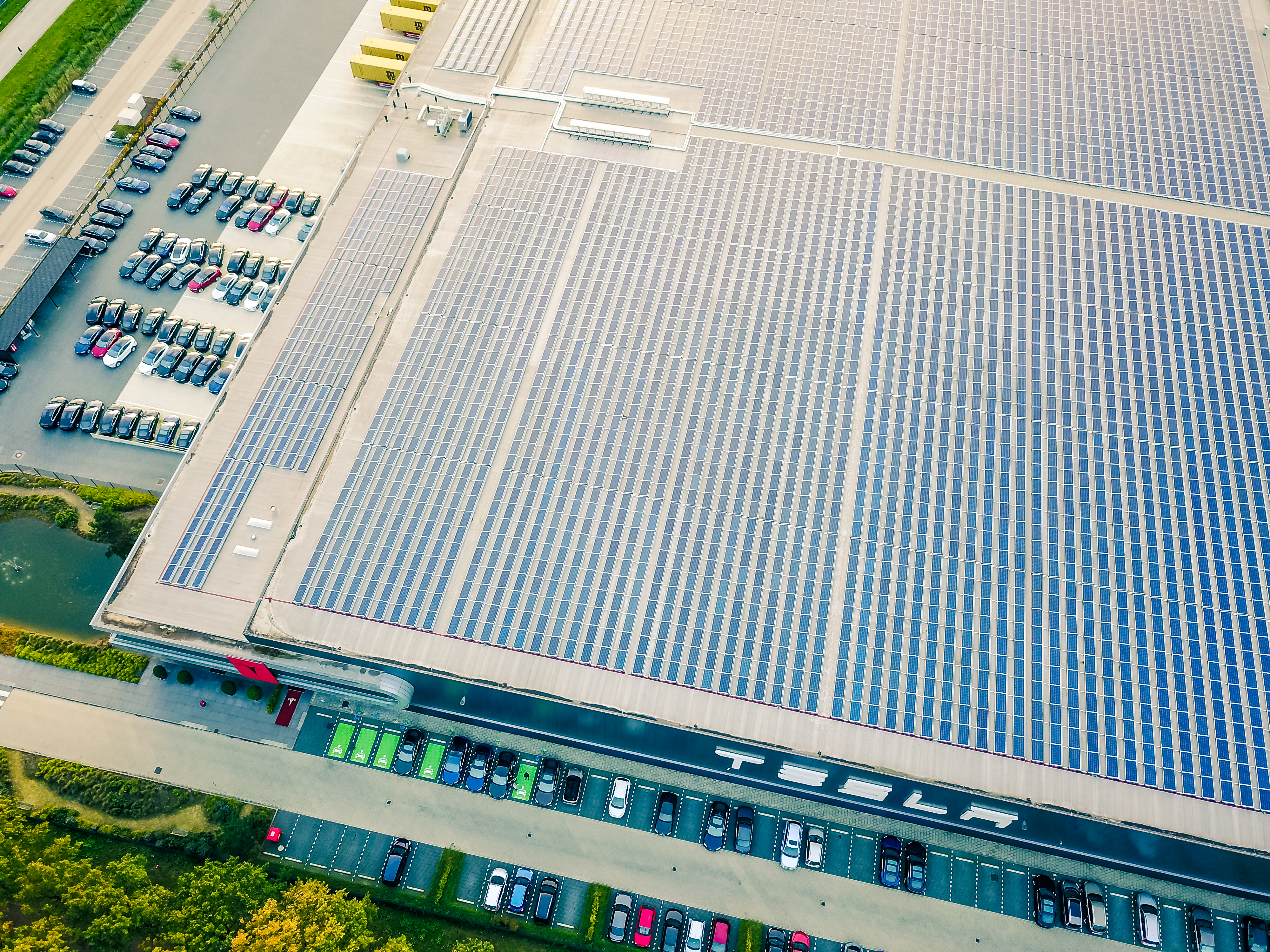
Planta de asamblea

Para finales de 2015, la planta de ensamblaje estaba en el proceso de doblar su capacidad de 200 coches por semana, a 450 coches por semana.  La fábrica utilizada para el ensamblaje tiene un sistema de generación fotovoltaico en tu tejado de 3,4 megavatios .  Los vehículos llegan de fábrica de Tesla de Fremont en California con el interior plenamente ajustado a los requerimientos del pedido del cliente.  El pack de la batería y los componentes de la transmisión eléctrica se envían por separado. El edificio de fábrica contiene una pista de pruebas interior de 750 metros de largo (2,460 pies)  que permite velocidades de 110 kilómetros por hora (70  mph).

### Tercer edificio
A mediados de 2018, Tesla adquirió un tercer edificio con una área de 36,000 metros cuadrados (390,000 pies cuadrados ), a unos 1,2 kilómetros (0.75 mi) al este del edificio de sede.  El edificio había sido certificado por el BREEAM con índice de sostenibilidad muy bueno.  El diario neerlandés Algemeen Dagblad informó que  probablemente iba a ser utilizado por Tesla para distribución de partes de vehículos eléctricos.
En octubre de 2017, los desarrolladores originales Ontwikkelingscombinatie Scheg habían vendido el edificio casi completado a la sociedad de inversión Standard Life Aberdeen .